# Indianapolis Colts 2006

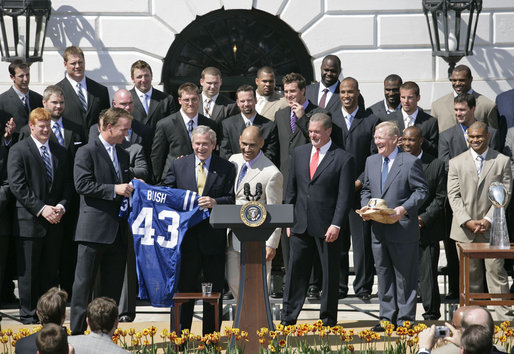
Il Presidente George W. Bush si congratula con i Colts

La stagione 2006 degli Indianapolis Colts è stata la 53ª della franchigia nella National Football League, la 23ª con sede a Indianapolis. I Colts conclusero con un record di 12 vittorie e 4 sconfitte, terminando al primo posto della AFC South e centrando l'accesso ai playoff per il quinto anno consecutivo. 
Per il quarto anno consecutivo, i Colts vinsero almeno 12 partite. Nei playoff batterono i Kansas City Chiefs e i Baltimore Ravens, prima di superare i New England Patriots nella finale di conference per 38-34 in rimonta. Si qualificarono così per il Super Bowl XLI, in cui dominarono i Chicago Bears, vincendo per 29–17 il 4 febbraio 2007 al Dolphin Stadium. Fu il primo titolo per la franchigia dal Super Bowl V del 1970 e il primo dal trasferimento a Indianapolis. Complessivamente si trattò del quarto campionato vinto (1958, 1959, 1970 e 2006). MVP della partita fu premiato il quarterback Peyton Manning.
I Colts del 2006 concessero 5,33 yard per tentativo, nettamente il peggior risultato dopo la fusione AFL-NFL e il settimo peggiore della storia della NFL. Tuttavia, i Colts vinsero il titolo grazie a uno degli attacchi statisticamente più efficienti della lega.

## Roster
| Roster degli Indianapolis Colts nel 2005 |
| --- |
| Quarterback - 18 Peyton Manning - 12 Jim Sorgi Running Back - 29 Joseph Addai - 30 DeDe Dorsey - 33 Dominic Rhodes Wide Receiver - 88 Marvin Harrison - 85 Aaron Moorehead - 11 Ricky Proehl - 84 John Standeford - 87 Reggie Wayne - 10 Terrence Wilkins Tight End - 44 Dallas Clark - 81 Brian Fletcher - 86 Ben Utecht Offensive Linemen - 71 Ryan Diem T - 76 Daniel Federkeil T - 78 Tarik Glenn T - 57 Dylan Gandy G - 74 Charlie Johnson T - 65 Ryan Lilja G - 63 Jeff Saturday C - 73 Jake Scott G - 69 Matt Ulrich G Defensive Linemen - 79 Raheem Brock DT - 93 Dwight Freeney DE - 61 Dan Klecko DT - 99 Ryan LaCasse DE - 98 Robert Mathis DE - 92 Anthony McFarland DT - 95 Darrell Reid DT - 64 Bo Schobel DE - 91 Josh Thomas DE Linebacker - 50 Rocky Boiman OLB - 58 Gary Brackett ILB - 51 Gilbert Gardner OLB - 56 Tyjuan Hagler OLB - 59 Cato June OLB - 54 Freddie Keiaho OLB - 94 Rob Morris OLB - 53 Keith O'Neil OLB Defensive Back - 41 Antoine Bethea FS - 42 Jason David CB - 43 Matt Giordano SS - 25 Nick Harper CB - 26 Kelvin Hayden CB - 28 Marlin Jackson CB - 27 Tim Jennings CB - 36 Dexter Reid FS - 34 T.J. Rushing CB - 21 Bob Sanders SS Special Team - 17 Hunter Smith P - 48 Justin Snow LS - 4 Adam Vinatieri K Lista delle riserve - 47 Jerome Collins TE (IR) - 20 Mike Doss S (IR) - 96 Johnathan Goddard DE (IR) - 62 Mike Johnson C (NFLE-Inj.) - 47 Antwan Marsh S (Left Squad) - 23 James Mungro RB (IR) - 55 Kendyll Pope OLB (Susp.) - 90 Montae Reagor DT (NF-Inj.) - 45 Corey Roberts TE (Left Squad) - 97 Corey Simon DT (NF-Ill.) - 83 Brandon Stokley WR (IR) - 99 Jonathan Welsh DE (IR) Squadra di allenamento - 15 Devin Aromashodu WR - 9 Josh Betts QB - 62 Albert Bimper C - 72 Vincent Burns DT (Injured) - 31 Kory Chapman RB - 39 Tanard Davis CB - 49 Aaron Halterman TE - 45 Luke Lawton FB - 75 Michael Toudouze OT |
| Legenda - I rookie sono in corsivo. - Il primo ruolo è il principale mentre gli eventuali successivi indicano i ruoli secondari. - (IR) sta per Injured Reserve ed indica la lista ristretta per un solo giocatore infortunato che può tornare ad allenarsi dopo la settimana 6 e a rientrare in prima squadra dopo che questa ha giocato 8 partite. - (NF-Inj.) / (NF-Ill.) stanno rispettivamente per Non-Football Injured e Non-Football Illness ed indicano le liste dove viene inserito un giocatore che ha un infortunio o una malattia non dipendente dal football americano. - (PUP) sta per Physically Unable to Perform ed indica la lista dove viene inserito un giocatore mentre è in attesa di recuperare la condizione fisica. Nella stagione regolare dopo la sesta partita giocata dalla propria squadra, il giocatore ha tempo tre settimane per riprendere ad allenarsi, più tre settimane aggiuntive dal suo rientro agli allenamenti per rientrare in prima squadra. |

Fonte:

## Calendario
| Stagione regolare |                    |                         |                    |                    |                    |                    |
| Turno             | Data               | Risultato               | Risultato          | Record             | Stadio             | Sintesi            |
| 1                 | 10 settembre       | at New York Giants      | V 26–21            | 1–0                | Giants Stadium     | Recap              |
| 2                 | 17 settembre       | Houston Texans          | V 43–24            | 2–0                | RCA Dome           | Recap              |
| 3                 | 24 settembre       | Jacksonville Jaguars    | V 21–14            | 3–0                | RCA Dome           | Recap              |
| 4                 | 1º ottobre         | at New York Jets        | V 31–28            | 4–0                | Giants Stadium     | Recap              |
| 5                 | 8 ottobre          | Tennessee Titans        | V 14–13            | 5–0                | RCA Dome           | Recap              |
| 6                 | Settimana di pausa | Settimana di pausa      | Settimana di pausa | Settimana di pausa | Settimana di pausa | Settimana di pausa |
| 7                 | 22 ottobre         | Washington Redskins     | V 36–22            | 6–0                | RCA Dome           | Recap              |
| 8                 | 29 ottobre         | at Denver Broncos       | V 34–31            | 7–0                | Invesco Field      | Recap              |
| 9                 | 5 novembre         | at New England Patriots | V 27–20            | 8–0                | Gillette Stadium   | Recap              |
| 10                | 12 novembre        | Buffalo Bills           | V 17–16            | 9–0                | RCA Dome           | Recap              |
| 11                | 19 novembre        | at Dallas Cowboys       | S 14–21            | 9–1                | Texas Stadium      | Recap              |
| 12                | 26 novembre        | Philadelphia Eagles     | V 45–21            | 10–1               | RCA Dome           | Recap              |
| 13                | 3 dicembre         | at Tennessee Titans     | S 17–20            | 10–2               | LP Field           | Recap              |
| 14                | 10 dicembre        | at Jacksonville Jaguars | S 17–44            | 10–3               | Alltel Stadium     | Recap              |
| 15                | 18 dicembre        | Cincinnati Bengals      | V 34–16            | 11–3               | RCA Dome           | Recap              |
| 16                | 24 dicembre        | at Houston Texans       | S 24–27            | 11–4               | Reliant Stadium    | Recap              |
| 17                | 31 dicembre        | Miami Dolphins          | V 27–22            | 12–4               | RCA Dome           | Recap              |

Nota: Gli avversari della propria division sono in grassetto.

### Playoff
| Playoff                 |            |                          |           |        |                  |                                                                    |
| Turno                   | Data       | Avversario (seed)        | Risultato | Record | Stadio           | Sintesi                                                            |
| Wild Card               | 6 gennaio  | Kansas City Chiefs (6)   | V 23–8    | 1–0    | RCA Dome         | https://www.pro-football-reference.com/boxscores/2000701060clt.htm |
| Divisional              | 13 gennaio | at Baltimore Ravens (2)  | V 15–6    | 2–0    | M&T Bank Stadium | https://www.pro-football-reference.com/boxscores/200710130rav.htm  |
| Conference Championship | 21 gennaio | New England Patriots (4) | V 38–34   | 3–0    | RCA Dome         | Recap                                                              |
| Super Bowl XLI          | 4 febbraio | Chicago Bears (N1)       | V 29–17   | 4–0    | Dolphin Stadium  | Recap                                                              |

## Classifiche
| AFC South              |    |    |   |      |     |      |     |     |     |
|                        | V  | S  | P | %    | DIV | CONF | PF  | PS  | STR |
| (3) Indianapolis Colts | 12 | 4  | 0 | .750 | 3–3 | 9–3  | 427 | 360 | V1  |
| Tennessee Titans       | 8  | 8  | 0 | .500 | 4–2 | 5–7  | 324 | 400 | S1  |
| Jacksonville Jaguars   | 8  | 8  | 0 | .500 | 2–4 | 5–7  | 371 | 274 | S3  |
| Houston Texans         | 6  | 10 | 0 | .375 | 3–3 | 6–6  | 267 | 366 | V2  |

## Premi
- Peyton Manning:

MVP del Super Bowl